# Daniela Poggi
Daniela Poggi, née à Savone le 17 octobre 1954 est une actrice et présentatrice de télévision italienne.

## Biographie
Daniela Poggi étudie très jeune la danse puis obtient un diplôme en linguistique. Elle s'installe avec sa famille à Milan où elle commence à travailler pour des publicités. Elle reprend ses études de danse et après quelques petits rôles au cinéma, elle fait ses débuts au théâtre en 1978 choisie par Walter Chiari avec qui elle sera très liée par la suite. Elle partage alors son temps entre le cinéma, le théâtre et la télévision.
Elle a commencé sa carrière cinématographique dans des films de genre, notamment dans des rôles d'objet sexuel dans plusieurs comédies sexy. Elle a également posé nue pour le magazine masculin Playboy. À partir de la fin des années 1980, elle joue dans des rôles plus dramatiques.
Du 21 juin 2013 au 8 mars 2016, elle est conseillère pour les politiques culturelles et de jeunesse, l'égalité des chances et les droits des animaux de la commune de Fiumicino. En mai 2001, elle est nommée ambassadrice itinérante de l'UNICEF et à ce titre a participé à certaines missions pour aider les enfants en Afrique.
Mariée et séparée au bout de cinq ans, elle a adopté une petite fille péruvienne.

## Filmographie partielle
- 1977 : La Dernière Orgie du IIIe Reich (L'ultima orgia del III Reich) de Cesare Canevari : Lise Cohen
- 1979 : Trois dans un lit  (Tre sotto il lenzuolo, segment No, non è per gelosia) de Michele Massimo Tarantini et Domenico Paolella : Irene Mori
- 1980 : Prestami tua moglie de Giuliano Carnimeo : Marilu
- 1980 : Mi faccio la barca de Sergio Corbucci : Alessia, l'infirmière
- 1980 : Moto massacre (Speed Cross) de Stelvio Massi : Inge
- 1981 : Ensemble, c'est un bordel... séparés, un désastre (Quando la coppia scoppia) de Steno : Mara
- 1981 : L'ultimo harem de Sergio Garrone : Laura
- 1981 : Culo e camicia (segment Il televeggente) de Pasquale Festa Campanile : Ornella
- 1982 : Les Poids lourds (I camionisti) de Flavio Mogherini : Ofelia Cecconi
- 1984 : Ma fille, mes femmes et moi ou On cherche de papa (Voglia di volare), mini-série télé en 4 épisodes de Pier Giuseppe Murgia et Claude Brulé :  Valérie
- 1990 : Docteur M de Claude Chabrol : Kathi
- 1998 : Viola bacia tutti de Giovanni Veronesi : Amanda
- 1998 : Le Dîner (La cena) d'Ettore Scola : la femme d'affaires inconnue
- 1998 : Les Destins du cœur (Incantesimo), soap opera d'Alessandro Cane et Tomaso Sherman : Cristina Ansaldi
- 2006 : Le Jour d'avant l'examen (Notte prima degli esami) de Fausto Brizzi : Gabriella, l'ex femme d'Antonio Martinelli